# باشگاه فوتبال اتکا گلستان
باشگاه فوتبال اتکا گلستان یک باشگاه فوتبال ایرانی در شهر گرگان می‌باشد.
این باشگاه در سال ۱۳۸۷ با انتقال امتیاز باشگاه صنایع اتکا به شهر گرگان تأسیس شده است.

## تاریخچه
این باشگاه که با انتقال امتیاز باشگاه تهرانی به شهر گرگان تاسیس شده بود، سال ۸۷ بود که به دنبال انتقال تیم‌های فوتبال از تهران به شهرستان‌ها، تیم صنایع اتکای تهران به‌عنوان هدیه دولت به گلستان انتقال یافت تا این استان برای نخستین بار حضور در لیگ یک و سطح دوم فوتبال کشور را تجربه کند. این تیم بعد از پنج فصل حضور در لیگ یک سقوط کرد، اما با قهرمانی در لیگ دو مجددا به لیگ یک بازگشت. مشکلات مالی و نبود زیرساخت‌های لازم در گلستان باعث و بانی از دست دادن شور و شوق مردم گرگان شد. با این میزان بدهی که اتکا با آن مواجه بود، به نظر نمی‌رسید اسپانسری حاضر به پرداخت آن شود و نماینده فوتبال گلستان پله‌پله به پایین رفت تا منحل شود.

## عملکرد
| فصل     | لیگ                | رتبه        | جام حذفی         | توضیحات |
| ------- | ------------------ | ----------- | ---------------- | ------- |
| ۲۰۰۸–۰۹ | لیگ آزادگان        | ۱۰          | حضور نداشته      |         |
| ۲۰۰۹–۱۰ | لیگ آزادگان        | ۵           | یک شانزدهم نهایی |         |
| ۲۰۱۰–۱۱ | لیگ آزادگان        | ۶           | مرحله سوم        |         |
| ۲۰۱۱–۱۲ | لیگ آزادگان        | ۷           | یک شانزدهم نهایی |         |
| ۱۳–۲۰۱۲ | لیگ آزادگان        | ۱۱ گروه اول | حضور نداشت       | سقوط    |
| ۲۰۱۳–۱۴ | لیگ دسته دوم ایران | ۱ گروه ب    |                  | صعود    |